# فینگهال
فینگهال (به انگلیسی: Finghall) یک روستا و محله مدنی در بریتانیا است که در ریچموندشر واقع شده‌است. فینگهال ۱۶۶ نفر جمعیت دارد.